# Градежница
Вижте пояснителната страница за други значения на Градешница.
Градежница (понякога Градешница) е село в Северна България. То се намира в община Тетевен, област Ловеч.

## География
Село Градежница се намира в планински район на 327 метра надморска височина. Селото е с население от 1748 души (15 юни 2022 г.). Недалеч от центъра на селото се намира известната пещера Рушова дупка, която е една от най-красивите природни забележителности на България.

## История
През римо-византийския период, през 3-ти – 6 век, в района е имало църква, тъй като римляните, византийците и траките по това време са станали християни. Намерени са от иманярите много артефакти. Тези народи в един период от време се изселили от района.
Едва през ХІІ век в селото се заселват богомилите, които придошли от Тракия начело с пълководеца им Травъл. За тях свидетелстват кулите по билото на балкана, от които градежи идва и наименованието на селото. Тези кули били наблюдателни и сигнализационни и били построени още от римляните и траките. Те били използвани и от богомилите, тъй като чрез тях те се предпазвали от църковните събори, в които на заловените им било прилагано обредно осакатяване или били изгаряни живи на кладата. Това била и причината поради която еретиците да живеят в трудно достъпните райони.
През 1479 г. т.е. в ранните години на османската власт, това село заедно с махала Бабовяне (с. Бабинци, така е известно в архивните документи) наброявало общо 11 немюсюлмански домакинства. През 1483 г., след като вече били отменени църковните събори, според османските архиви били регистрирани 3 домакинства и в полето на м. Асен и м. Драгулен дол. Като цяло в този период землището на село Градежниче било празно, а жилищата били пръснати по близките хълмове.
През 1516 г. в Градежниче били регистрирани 6 немюсюлмански домакинства и 8 неженени. Според К. Гьозлер в османските регистри от 1579 г. (BOA, TD718, s. 407) в Галата живеели 6 мюсюлмански семейства, 10 немюсюлмански семейства и 5 неженени. Немюсюлманите в описа предимно се водели като пришълци (пришелец Петко, пришелец Манол и пр.). Пришълците са от Градежница, тъй като през годините 1545 и 1579 в селото, според К. Гьозлер, не са регистрирани местни жители.
През XVII век селото отново се заселва. Придошлите заселници били от дн. махала Асен, Добревци, Кирчево, Беленци, Бежаново и пр., но най-вече от Галата, сред които били фамилиите Усинчови, Алиджикови, Мурадови, Рамчеви, Дженини, Анкини и Галатски. След като се поразраснало селото в три махали, през 1750 г. била построена и джамията в средната махала, наречена Джамийска махала. През 1873 г. нямало регистрирани немюсюлмани в с. Градежница, където живеели 75 мюсюлмански домакинства, като общият им брой бил 419 души.

## Население
Численост и дял на етническите групи според преброяването на населението през 2011 г.:
|                     | Численост | Дял (в %) |
| Общо                | 1846      | 100,00    |
| Българи             | 1416      | 76,70     |
| Турци               | 4         | 0,21      |
| Цигани              | 0         | 0,00      |
| Други               | 0         | 0,00      |
| Не се самоопределят | 88        | 4,76      |
| Неотговорили        | 292       | 15,81     |

## Културни и природни забележителности
- Рушова пещера (Рушовата дупка)
- Османска джамия от 1750 г. (в окаяно състояние)
- Останки от римо-византийски калета

## Редовни събития
- Традиционен панаир се провежда през втората събота и неделя на месец септември.

## Футболен отбор
- Селото има футболен отбор, наречен „Светкавица“ (Градежница), който е участник в „А“ ОФГ Ловеч

## Личности
- Свилен Русинов, боксьор в тежка категория, два пъти световен вицешампион, бронзов медалист от олимпийските игри. Почетен гражданин на Община Тетевен. Кмет на родното си село, заместник-кмет на община Тетевен.[3]